# Luneta (arquitetura)

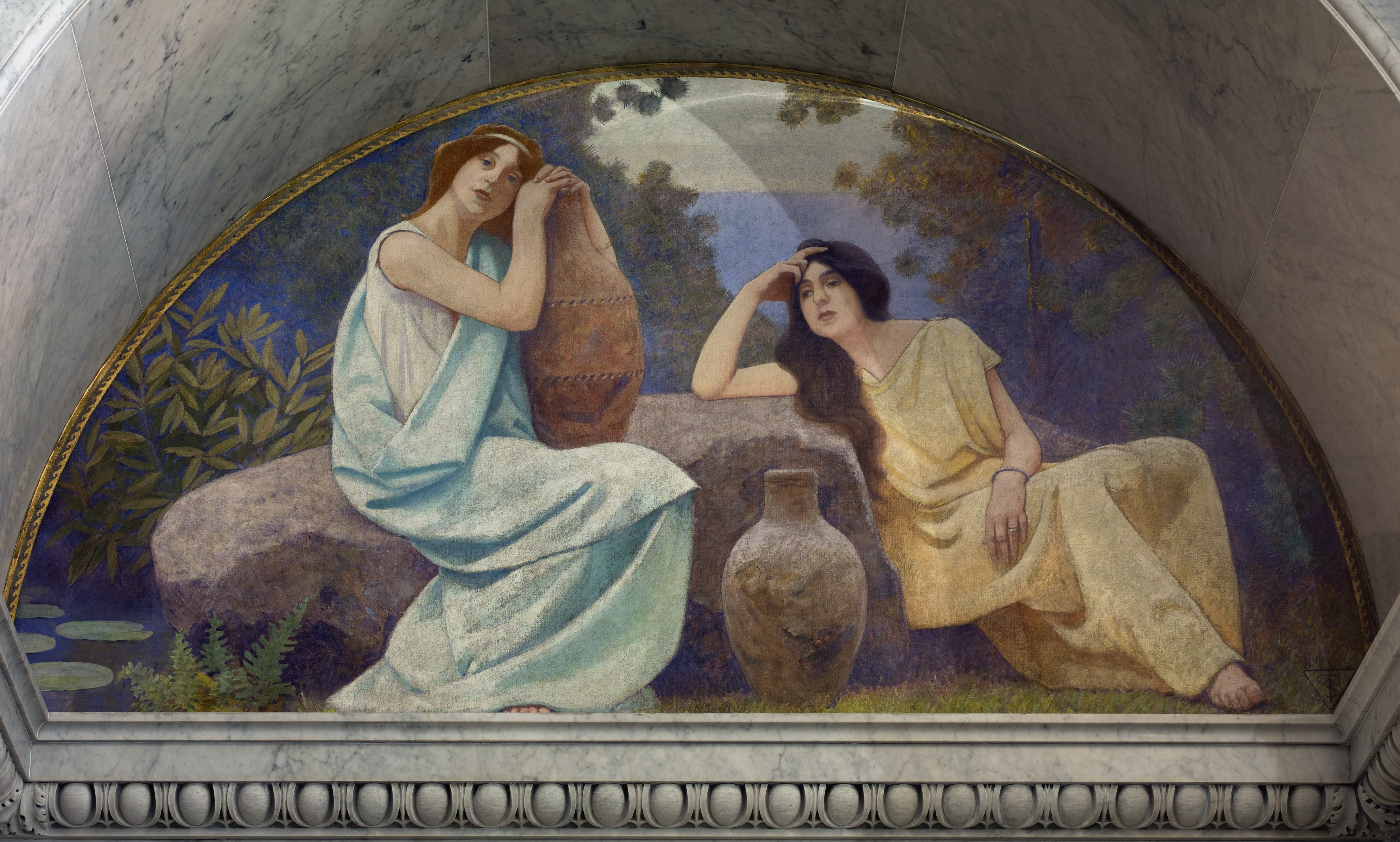
Charles Sprague Pearce, Rest (1896). Mural numa luneta na Biblioteca do Congresso no Edifício Thomas Jefferson, Washington, D.C.

Luneta, é um elemento arquitectónico que se descreve como fenda ou fresta oval ou circular localizada numa parede. Característico de edifícios cobertos por abóbadas, consiste na abertura de forma circular, oval ou semielíptica sobre parede, abóbadas, ou bandeiras de portas ou janelas para iluminar o interior do edifício. Principalmente na abóbada de luneta, consiste num painel semicircular formado pela intersecção de duas abóbadas de berço de alturas diferentes. Geralmente providas de decoração com pintura e escultura. Nas principais portas de acesso ao edifício, a luneta acima pode-se denominar de tímpano apresentando-se em forma de meia lua sobre portas ou janelas, normalmente decorado com quadros ou imagens. Na arquitetura militar, uma espécie de meia lua maior ou menor, que se constrói defronte das praças de armas, dos ângulos reentrantes, do caminho coberto, etc.
O seu nome vem da lua pela sua forma crescente. Este elemento pode também ser conhecido por painel frontal, aprensentando a forma de uma abóvada de meia lua. Um sistema de abóbadas que se intersectam originam lunetas nas superfícies das paredes, de forma semicircular e pontas agudas. Outro dos espaços ao qual se denomina de luneta é o que surge entre a arquitrave de uma porta e um arco, devido à sua grande semelhança. A cima das cornijas por exemplo.